# Leucospis fuelleborniana
Leucospis fuelleborniana is een vliesvleugelig insect uit de familie Leucospidae. De wetenschappelijke naam is voor het eerst geldig gepubliceerd in 1903 door Enderlein.